# 活劇座
株式会社活劇座（かつげきざ）は、愛知県名古屋市中村区名駅南三丁目に本社を置く国内唯一のモーションアクターのコーディネートを専門とする企業。

## 概要
1999年に横浜で「活劇座」を創設。2009年に法人化し、株式会社活劇座を設立した。2018年にはIT企業の誘致を進めていた名古屋市の支援を受け名古屋市に本社を移転している。
主な業務はモーションアクターのコーディネートのほか、アクションおよびダンスのコーディネートやダンスの振り付け、モーションアクト関連のアドバイスなども行っている。また、アクション製作に携わる人々を支援する団体ジャパンアクションギルドの賛同団体である。
2020年3月1日には、愛知県瀬戸市に本社を置きデジタルコンテンツの制作などを手掛ける株式会社スピードと共に商業用モーションキャプチャースタジオを設立したほか、日本初のモーションアクタースクールも開校し、モーションアクターの育成も行っている。

## 所属アクター
- 古賀亘
- 細川桃仁
- 杉原明
- 和田圭市
- 神戸豊
- 細川雅人
- A-SUKE

## 事業所
- 名古屋本社・モーションキャプチャースタジオ「モーキャプスタジオ55」（愛知県名古屋市中村区）
- 横浜オフィス（神奈川県横浜市中区）